# Charlotte Dujardinová
Charlotte Dujardinová, OBE (* 13. července 1985, Enfield, Londýn, Anglie) je anglická jezdkyně věnující se především drezuře. O Dujardinové se mluví jako o nejúspěšnější britské jezdkyni a je též vítězkou všech hlavních titulů a držitelkou několika světových rekordů v jezdectví.
S hřebcem plemene KWPN Valegrem získala tři olympijské medaile (dvě zlaté, jednu stříbrnou), tři zlaté medaile ze Světových jezdeckých her i sedm medailí z Evropského mistrovství v drezuře. Je též členkou britského olympijského družstva v drezuře.
V roce 2015 se stala ambasadorkou organizace Brooke Hospital for Animals, která zajišťuje zlepšení života pracovních koní, mul a oslů. Jedná se o Charlottino první oficiální charitativní partnerství.

## Život
Charlotte Dujardinová se narodila 13. července 1985 v londýnském obvodu Enfield. Byla vychovávána ve městě Leighton Buzzard v hrabství Bedfordshire, kde na Vandyke Upper School studovala. Na koních začala jezdit již jako dvouletá, když pomáhala starší sestře po závodech odvádět koně do boxů. Ve věku tří let vyhrála svoji první soutěž. Jednalo se o soutěž v parkurovém skákání pořádanou organizací Pony Club. Charlotte i její starší sestra se věnovaly jezdectví a, aby si mohly své hobby dovolit, jejich matka Jane Dujardinová kupovala a zase prodávala poníky, na kterých mohly její dcery jezdit.
Jako šestnáctiletá odešla Dujardinová ze školy. V tu dobu byla již čtyřikrát vítězkou soutěže Horse of the Year Show a třikrát vítězkou All England Jumping Course at Hickstead.
V roce 2013 se Charlotte Dujardinová stala držitelkou Řádu britského impéria za své jezdecké výkony a reprezentaci Velké Británie.

## Kariéra
Po povzbuzení od trenérky Debbie Thomasové se Charlotte Dujardinová rozhodla koupit za peníze po babičce koně. V únoru 2007 Charlotte krátce trénoval Carl Hester, který ji později nabídl práci na statku v malém městečku Newent v Gloucestru. Od té doby tam Dujardinová pobývá trvale. Sama vlastní jediného koně: hřebce jménem Fernandez.
V roce 2011 byla Charlotte požádána o pomoc s výcvikem mladého valacha plemene KWPN Valegro, kterého vlastnil Roly Luard. Jezdcem koně se původně měl stát Charlottin trenér Hester. Nicméně, po první drezurní soutěži Charlotte a Valegra na Grand Prix 2011 se duo stalo součástí úspěšného družstva, se kterým později Dujardinová vyhrála zlato na Mistrovství Evropy v drezuře 2011 v Rotterdamu. Dvojice pak vyhrála Světový pohár FEI 2011 v Londýně a o rok později, v dubnu 2012, vytvořili nový Grand Prix rekord, kde získali hodnocení 88,022 %. V prosinci toho roku Dujardinová na Valegrovi vytvořila nový rekord i pro Světový pohár v drezuře s hodnocením 87,875 %. 19. dubna 2015 v Las Vegas v Nevadě Dujardinová znovu vyhrála Světový pohár FEI, tentokrát s hodnocením 94,169 %. Díky této výhře se Charlotte stala držitelkou titulu mistr světa čtyři roky za sebou.

### Účast na olympiádách
Dujardinová s Valegrem byli vybráni k reprezentaci Velké Británie na Letních olympijských hrách 2012 v Londýně. Již v prvním kole vytvořili olympijský rekord 83,784 %. Od 7. srpna byla dvojice také součásti britského olympijského drezurního družstva. O dva dny později vyhráli soutěž v individuální drezuře s hodnocením 90,089 %.
Na Letních olympijských hrách 2016 v Riu de Janeiro byla Dujardinová s Valegrem opět součástí britského drezurního družstva. Tentokrát ale družstvo nevyhrálo: předčilo je družstvo z Německa v čele s Isabell Werthovou. Ta má na svém kontě devět (stav k 14. srpnu 2016) olympijských medailí. O několik dní později ale Dujardinová Werthovou porazila, a to v soutěži jednotlivců, kdy získala zlatou medaili a Werthová stříbrnou.

### Kauza týrání
Koncem července 2024 se objevilo 4 roky staré video, kde Dujardin více než 20krát silně švihne trénovaného koně lonžovacím bičem. Dujardin se za toto konání omluvila na svém Instagramovém profilu, nicméně celá kauza vyústila v zákaz startu na LOH v Paříži 2024.